# ヨハン・クリスティアン (シュレースヴィヒ＝ホルシュタイン＝ゾンダーブルク公)
ヨハン・クリスティアン（Johann Christian von Schleswig-Holstein-Sonderburg, 1607年4月26日 レーネ・ハウス・ベック荘園 - 1653年6月28日 スナボー（ゾンダーブルク））は、第3代シュレースヴィヒ＝ホルシュタイン＝ゾンダーブルク（スナボー）公（在位：1627年 - 1653年）。

## 生涯
シュレースヴィヒ＝ホルシュタイン＝ゾンダーブルク公アレクサンダーとその妻でシュヴァルツブルク＝ゾンダースハウゼン伯ヨハン・ギュンター1世の娘であるドロテアの間の第1子・長男。1627年父が死ぬと、母の監督下に家督を継ぎ、所領を単独相続した。しかし実際には、その5年前の祖父ハンス若公の死に伴う分割相続によりゾンダーブルク（スナボー）公爵領は既に極めて狭小になっており、弟たちとの分割相続が事実上不可能になっていたためだった。1633年に相続協定を結び、分封領を分与できない代わりに弟たちに一定額の年金の支給を決めたが、これにより父から引き継いだ負債がさらに巨額に膨れ上がり、公爵領は経営難に陥った。

## 子女
1634年11月、デルメンホルスト伯アントン2世の三女アンナ（1605年 - 1668年）と結婚し、4子をもうけた。
- ドロテア・アウグステ（1636年 - 1662年） - 1661年ヘッセン＝イッター方伯ゲオルク3世（ドイツ語版）と結婚
- クリスティーネ・エリーザベト（1638年 - 1679年） - 1656年ザクセン＝ヴァイマル公ヨハン・エルンスト2世と結婚
- ヨハン・フリードリヒ（1639年 - 1649年）
- クリスティアン・アドルフ（1641年 - 1702年） - ゾンダーブルク公[1]、のちフランツハーゲン公

## 引用・脚注
1. ↑  Hans den Yngres efterkommere